# Георги Жечев
 Тази статия е за партизанина Георги Жечев.  За анархиста, вижте Георги Жечев (анархист).  
Георги Жечев Грозев (Тодоров) е участник в просъветското партизанско движение в България по време на Втората световна война. Командир на Втора Пловдивска въстаническа оперативна зона на НОВА.

## Биография
Георги Жечев е роден на 24 юли 1904 година в гр. Харманли. От 1920 г. е член на РМС, а от 1923 г. и на БКП. Участва в подготовката на Септемврийското въстание от 1923 г. По това време е секретар на Околийския комитет на РМС в Харманли. От 1924 г. е секретар на Околийския комитет на БКП в Харманли. Арестуван по време на Априлските събития от 1925 г. Първоначално е осъден на смърт, но след това присъдата му е променена на 15 години затвор. Успява да избяга през 1928 г. Емигрира в СССР през 1930 г. Участва в Испанската гражданска война.
Завръща се нелегално в България (1941).Участва в комунистическото съпротивително движение по време на Втората световна война. Организатор на това движение в Пловдивско (1941 – 1943). Интерниран в лагера Кръстополе, откъдето избягва през юли 1942 г. От юли 1942 г. е ръководител на Военната комисия при Окръжния комитет на БКП в Пловдив. По същото време създава партизанска чета „Петър Ченгелов“. Командир на Втора Пловдивска въстаническа оперативна зона на НОВА.
През юни 1943 година е в чета „Петър Ченгелов“ от Родопски партизански отряд „Антон Иванов“. Загива на 30 юни 1943 година в тежко сражение с армейски и полицейски подразделения при с. Фердинандово, Пловдивско.
Чета от Родопския партизански отряд „Антон Иванов“ е наименувана „Георги Жечев“.